# Friendship (Tennessee)
Pour les articles homonymes, voir Friendship.
Friendship est une municipalité américaine située dans le comté de Crockett au Tennessee.
Selon le recensement de 2010, Friendship compte 668 habitants. La municipalité s'étend sur 1,30 mille carré (3,37 km2).
Les premiers colons arrivent dans la région de Friendship dans les années 1820. La localité est fondée en 1844 lorsque, pour la création du bureau de poste local, deux commerces s'implantent à mi-chemin de la distance d'environ 1 mille (1,6 km) qui les sépare. Friendship devient une municipalité en 1859.